# Satzakzent
Der Satzakzent zählt zu den sogenannten Suprasegmentalia und bezeichnet das betonte Satzglied eines Satzes. Er ist aus der Schrift nicht unmittelbar herauszulesen. In der gesprochenen Sprache ist der Satzakzent von großem Wert, weil der Sprecher die Aufmerksamkeit des Hörers durch die Stimmgebung auf sein eigenes, subjektiv als wichtig erachtetes Thema lenken kann.

## Auftreten und Wirkung
Im Deutschen gibt es eine Art Normakzentuierung im Satz und innerhalb der Satzteile, nach der das rechte (spätere) Element gegenüber dem linken (früheren) Element betont wird. Oft liegt der Satzakzent aber auf einem Teil des Satzes, der besonders hervorgehoben werden soll oder im Fokus des Satzes steht, wobei die Stellung des Satzteils sowohl von Belang sein kann als auch nicht. Aber auch die Betonung mehrerer Stellen im Satz oder ganzer Gliedsätze ist möglich.
In Fragesätzen liegt der Satzakzent zumeist auf dem Fragepronomen oder dem regierenden Verb. In Ausrufe- oder Aussagesätzen hängt es vom Sprecher ab, wie und wo der (die) Akzent(e) verteilt ist (sind). Dabei können sich gravierende Bedeutungsunterschiede herauskristallisieren (z. B. ironischer, konzessiver, affektiver usw. Bezug). Topikalisierte Teile des Satzes tragen nahezu immer den alleinigen Akzent des Satzes, äußerst selten Partikel.
Im Englischen, das eine ausgeprägt starre Topologie aufweist, kann der Satzakzent den Sinn eines Satzes so stark verschieben, dass er der wesentliche Träger der Information sein kann. Im Französischen, in dem die Wortakzente weniger stark ausgeprägt sind als im Deutschen, spielt der Satzakzent ebenfalls eine wesentliche Rolle.

## Beispiele
- „Der Himmel ist blau.“ (Normalakzentuierung oder Akzent zur Hervorhebung der Prädikation und des Rhemas des Satzes)
- „Der Himmel ist blau.“ (Akzent auf dem Prädikat zur Verdeutlichung einer subjektiv empfundenen Wahrheit)
- „Die Sterne, die begehrt man nicht.“ Goethe (Akzent auf dem topikalisierten Teil des Satzes; sog. Linksversetzung)
- „Es ist nicht fünf Grad unter Null, sondern fünf Grad über Null.“ (zwei Akzente im Satz, dadurch  distinktiv interpretierbar)
- „Läuft er nach Hause?“ (Akzent liegt auf dem regierenden Verb)
- „Läuft er nach Hause?“ (; Normalverteilung des Akzents oder Kontrastakzent)
- „Wer kommt heute?“ (Akzent liegt auf dem Fragepronomen)
- „Geld allein macht nicht glücklich.“ (Der Akzent liegt auf dem Thema des Satzes in seiner Gesamtheit. Die Absicht ist zu zeigen, dass es neben Geld auch andere Möglichkeiten zur Findung von Glück gibt.)
- „Geld allein macht nicht glücklich.“ (Der ungewöhnliche und seltene Fall, dass eine  Partikel den Satzakzent trägt. Hier wäre die Interpretation der Sprecherabsicht, dass er im Vergleich zum vorhergehenden Satz eher die anderen Möglichkeiten zur Findung des Glücks hervorheben möchte. Durch die seltsame Betonung bekommt Geld in diesem Zusammenhang die Bedeutung eines ausschließlichen und einzigen Glücksguts – wenn es also einziger Sinn des Lebens aufgefasst wird – fast pejorativen Charakter erhält.)
- „Wer kommt heute alles?“ (Akzent liegt auf dem partikelartigen Quantor am Ende des Satzes, weil der Sprecher signalisiert, dass er davon ausgeht, dass mehr als eine Person kommen wird. Im vorhergehenden Beispiel könnte auch nur eine Person kommen.)
- „Was der gelesen hat!“ (Der Akzent liegt auf dem – in diesem Fall – demonstrativischem Artikel, weil der Sprecher seine Verwunderung über die benannte Person äußern möchte.)
- „Was der alles gelesen hat!“ (Der Akzent liegt auf dem Quantor, weil der Sprecher sich über die Menge der gelesenen Bücher wundert.)
- „Was der alles gelesen hat!“ (Der Akzent liegt auf dem Partizip, weil der Sprecher seine Verwunderung darüber ausdrückt, dass die benannte Person offensichtlich so viel gelesen hat; Normalverteilung des Akzents.)
- „Schule macht so viel Spaß…“ (Der Sprecher legt den Akzent so, weil er die subjektiv empfundene Antithese betonen möchte und ironische Intention hat.)